# بوليتيانوس
بوليتيانوس (Πολιτιανός) بطريرك الإسكندرية للروم الأرثوذكس من 768 الي 813. وقد أيد قرارات المجمع المسكوني السابع عام 787 . نجح في استرضاء الخليفة هارون الرشيد (768-809) الذي أثار اضطهاد ضد المسيحيين في مصر.